# MVV in het seizoen 1968/69
Het seizoen 1968/1969 was het 15e jaar in het bestaan van de Maastrichtse betaaldvoetbalclub MVV. De club kwam uit in de Eredivisie en eindigde daarin op de 13e plaats. Tevens deed de club mee aan het toernooi om de KNVB Beker, hierin werd in de tweede ronde verloren van N.E.C. (0–2).

## Wedstrijdstatistieken

### Eredivisie
|       | ADO   | Ajax  | AZ '67 | DOS   | DWS   | Feijenoord | Fortuna SC | Go Ahead | Holland Sport | GVAV  | NAC   | N.E.C. | PSV   | Sparta | Telstar | FC Twente '65 | Volendam |
| ----- | ----- | ----- | ------ | ----- | ----- | ---------- | ---------- | -------- | ------------- | ----- | ----- | ------ | ----- | ------ | ------- | ------------- | -------- |
| Thuis | 1 – 2 | 2 – 2 | 1 – 0  | 4 – 0 | 1 – 1 | 2 – 3      | 1 – 0      | 0 – 2    | 0 – 0         | 3 – 0 | 1 – 2 | 0 – 0  | 2 – 4 | 0 – 0  | 3 – 0   | 2 – 1         | 1 – 0    |
| Uit   | 1 – 0 | 2 – 1 | 4 – 1  | 2 – 2 | 2 – 0 | 4 – 1      | 0 – 0      | 2 – 1    | 3 – 0         | 0 – 0 | 0 – 0 | 1 – 0  | 2 – 1 | 1 – 1  | 1 – 1   | 3 – 0         | 1 – 1    |

### KNVB beker
| 1e ronde                                         | Fortuna                            | 0 – 1 Na verlenging | MVV                    |
| 15 september 1968 Plaats: Vlaardingen Floreslaan |                                    |                     | 103' Peter Pleumeekers |
| 2e ronde                                         | N.E.C.                             | 2 – 0 (1 – 0)       | MVV                    |
| 10 november 1968 Plaats: Nijmegen Goffertstadion | Chris Geutjes 40' Peter Ressel 51' |                     |                        |

## Statistieken MVV 1968/1969

### Eindstand MVV in de Nederlandse Eredivisie 1968 / 1969
| Stand | Gespeeld | Gewonnen | Gelijk | Verloren | Punten | Doelpunten voor | Doelpunten tegen |
| ----- | -------- | -------- | ------ | -------- | ------ | --------------- | ---------------- |
| 13e   | 34       | 7        | 12     | 15       | 26     | 34              | 46               |

### Topscorers
| #      | Naam              | Goal |
| ------ | ----------------- | ---- |
| 1.     | Willy Brokamp     | 11   |
| 2.     | Ivan Mráz         | 6    |
| 3.     | Jo Bonfrère       | 4    |
| 3.     | Gerard Hoenen     | 4    |
| 5.     | Co Prins          | 2    |
| 6.     | Hein Brassé       | 1    |
| 6.     | Carel Breikers    | 1    |
| 6.     | Johan Dijkstra    | 1    |
| 6.     | Zef Geurten       | 1    |
| 6.     | Rudy Janssen      | 1    |
| 6.     | Peter Pleumeekers | 1    |
| 6.     | Jo Toennaer       | 1    |
| Totaal | Totaal            | 34   |

| #      | Naam              | Goal |
| ------ | ----------------- | ---- |
| 1.     | Peter Pleumeekers | 1    |
| Totaal | Totaal            | 1    |

## Voetnoten
ADO ·
Ajax ·
AZ '67 ·
DOS ·
DWS ·
Feijenoord ·
Fortuna SC ·
Go Ahead ·
Holland Sport ·
GVAV ·
MVV ·
NAC ·
N.E.C. ·
PSV ·
Sparta ·
Telstar ·
FC Twente '65 ·
Volendam